# Zárate (Lima)
Zárate es el nombre de una localidad y urbanización del distrito de San Juan de Lurigancho, en la ciudad de Lima, capital del Perú. Limita al norte, con la urbanización Los Jardines; al este, con la urbanización Mangomarca y la localidad de Campoy; al sur, con el distrito de El Agustino; y al oeste, con las urbanizaciones de Caja de Agua y Chacarilla de Otero.

## Geografía y límites de la urbanización
La urbanización está ubicada en la zona sur del distrito de San Juan de Lurigancho. Limita al norte, con la urbanización Los Jardines. Luego, colinda al noreste, con la urbanización Mangomarca. Seguidamente, colinda al este, con la localidad de Campoy. Después, limita al sur, con el distrito de El Agustino, mediante el río Rímac. Enseguida, colinda al oeste, con la urbanización Caja de Agua. Y finalmente, limita al noroeste, con la urbanización Chacarilla de Otero. 
| Noroeste: Urb. Chacarilla de Otero | Norte: Urb. Los Jardines     | Nordeste: Urb. Mangomarca        |
| Oeste: Urb. Caja de Agua           |                              | Este: Campoy                     |
| Suroeste: Distrito de El Agustino  | Sur: Distrito de El Agustino | Sureste: Distrito de El Agustino |

## Hitos urbanos importantes
- Mall Aventura San Juan de Lurigancho
- Sodimac - San Juan de Lurigancho
- Makro - San Juan de Lurigancho
- Pardos Chicken - San Juan de Lurigancho
- KFC - Chimú
- Popeyes - Chimú
- Parroquia San Juan Bautista
- Estación Caja de Agua
- Estación Pirámide del Sol
- Municipalidad Distrital de San Juan de Lurigancho
- Superintendencia Nacional de los Registros Públicos (SUNARP)
- Corte Superior de Justicia de Lima Este - Sede Chimú
- Centro de Salud Zárate[11][12]

## Vías principales
- Av. Próceres de la Independencia
- Av. Gran Chimú
- Av. Lurigancho
- Av. Portada del Sol
- Av. Malecón Checa
- Av. Las Lomas
- Av. Gran Pajatén
- Jr. Chinchaysuyo

## Educación

#### Instituciones educativas
- IE 0032 Niño Jesús de Zárate
- IE 0073 Benito Juárez
- IE 1172 Ciro Alegría
- IE Los Peregrinos
- IE Niño De Belen
- IE Liceo Santo Toribio El Apostol
- Inicial Jardín Waldorf
- IE Santa Maria De Cervello
- IE Nuestra Señora De La Asunción
- Inicial Jardín My Little Home
- Inicial Estudiantes Garcilaso
- Inicial Santa Ursulita
- Inicial Melanie Klein
- IE Santísimo Señor De Luren
- IE Ciencias
- IE San Jorge
- IE Antenor Orrego Espinoza
- IE Sol Naciente
- IE Santa Rita del Carmen
- IE El Pionero Del Saber
- IE Humboldt
- IE Colegio Biblico Católico

#### Institutos Superiores
- Instituto de formación bancaria (IFB)

## Autoridades
Zárate, al ser parte del distrito de San Juan de Lurigancho, es administrada por esta municipalidad.
- Alcalde (2023 - 2026):
  - Jesús Maldonado, de Somos Perú, alcalde de San Juan de Lurigancho.

### Jurisdicciones Policiales
- Comisaría PNP Zárate[13][14]